# United National Convention
Die United National Convention (UNC) war eine politische Partei in Ghana, die während der dritten Republik Ghanas zwischen 1979 und 1981 gegründet wurde.
Dieser Parteiengründung ging die Militärdiktatur unter Ignatius Kutu Acheampong voraus.

## Wahlergebnisse
Bei den Präsidentschaftswahlen (National Assembly) am 18. Juni 1979 kandidierte William Ofori-Atta, einer der Big Six Ghanas, als Direktkandidat der UNC und gewann 17,4 Prozent der Stimmen (311.265 Stimmen insgesamt). Die Partei gewann 13 der damals 140 Sitze der Nationalversammlung. Bei diesen Wahlen stand die UNC in der politischen Tradition des ehemaligen Premierminister Kofi Abrefa Busia und Joseph Boakye Danquah und ähnelte in der politischen Ausrichtung der Popular Front Party (PFP).
Nach den Wahlen 1979 schlossen sich die aus den Wahlen als stärkste Kraft hervorgegangene People’s National Party (PNP) und die UNC zu einer Regierungskoalition zusammen. Im Oktober 1980 verließ die UNC die Koalition und ging in der All People’s Party, einem Zusammenschluss mehrerer Parteien, auf.